# الالتقاء الإبداعي بوادي سيليكون

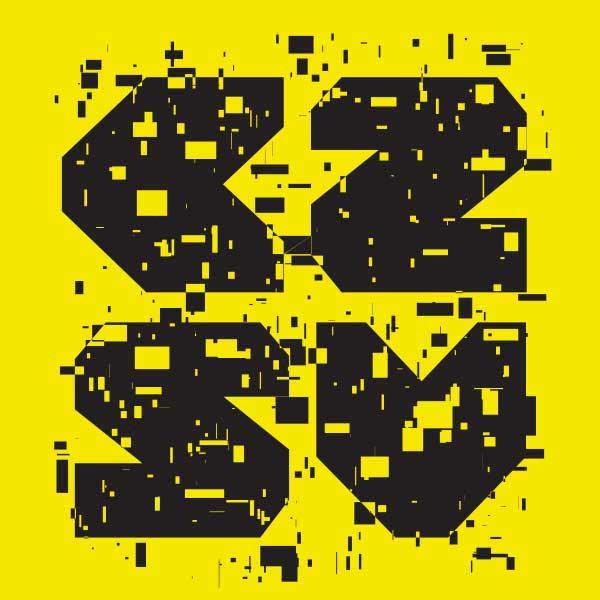
اللوغو عام 2016 لمؤتمر ومهرجان الالتقاء الإبداعي بوادي السيليكون في سان خوسيه، كاليفورنيا

الالتقاء الإبداعي بوادي سيليكون هو مهرجان موسيقي ومؤتمر تكنولوچيا يُعقد كل خريف في سان خوسيه بولاية كاليفورنيا بالولايات المتحدة وتستمر فعالياته لعدة أيام. تم إنشائه في عام 2012 تحت اسم «تجربة صوتية» ولكن أُعيد تغيير اسمه في 2013 بعد إضافة مؤتمر التكنولوچيا. بعد عقد فعاليات تكنولوچية وموسيقية في مدن أخرى مثل مهرجان ساوث باي ساوث C2SV. صُمم ويست بمدينة أوستن بولاية تكساس بالإضافة إلي نورث باي نورث إيست بتورنتو بمدينة انتاوريو كندا الذي عقد بمدينة بورتلاند بولاية اوريغون.NWوأخيرا مهرجان الموسيقي. أُطلق اسم «مهرجانات من أربعة أحرف» علي هذة المجموعة من المهرجانات والمؤتمرات وذلك بسبب قيام الصحف البديلة باختصار اسمائها لأربعة أحرف فقط.